# 今治小松自動車道
今治小松自動車道（日语：／ Imabari Komatsu jidōshadō */?）是以愛媛縣今治市西瀨戶自動車道（島波海道）今治交流道為起點，連接愛媛縣西條市伊予小松系統交流道並且與松山自動車道連接，總長約23.3公里的高規格幹線道路（國土交通大臣指定高規格幹線道路（一般國道快速道路）。高速公路路線編號與尾道福山自動車道（松永道路）、西瀨戶自動車道（島波海道）共同編為 E76。
通行券可與連接的高速自動車國道等共通，例如自松山自動車道伊予小松系統交流道進入，在未來連接島波海道後上行線可直接通過今治收費站。（下行線僅精算島波海道部分。）
本道路的建設過程因遭到沿線住民的抗爭與地方勢力的角力導致路線設置一波三折，到目前為止仍然無法與島波海道連接。

## 概要
- 起點：愛媛縣今治市矢田
- 終點：愛媛縣西條市小松町妙口
- 規格：第1種第2級

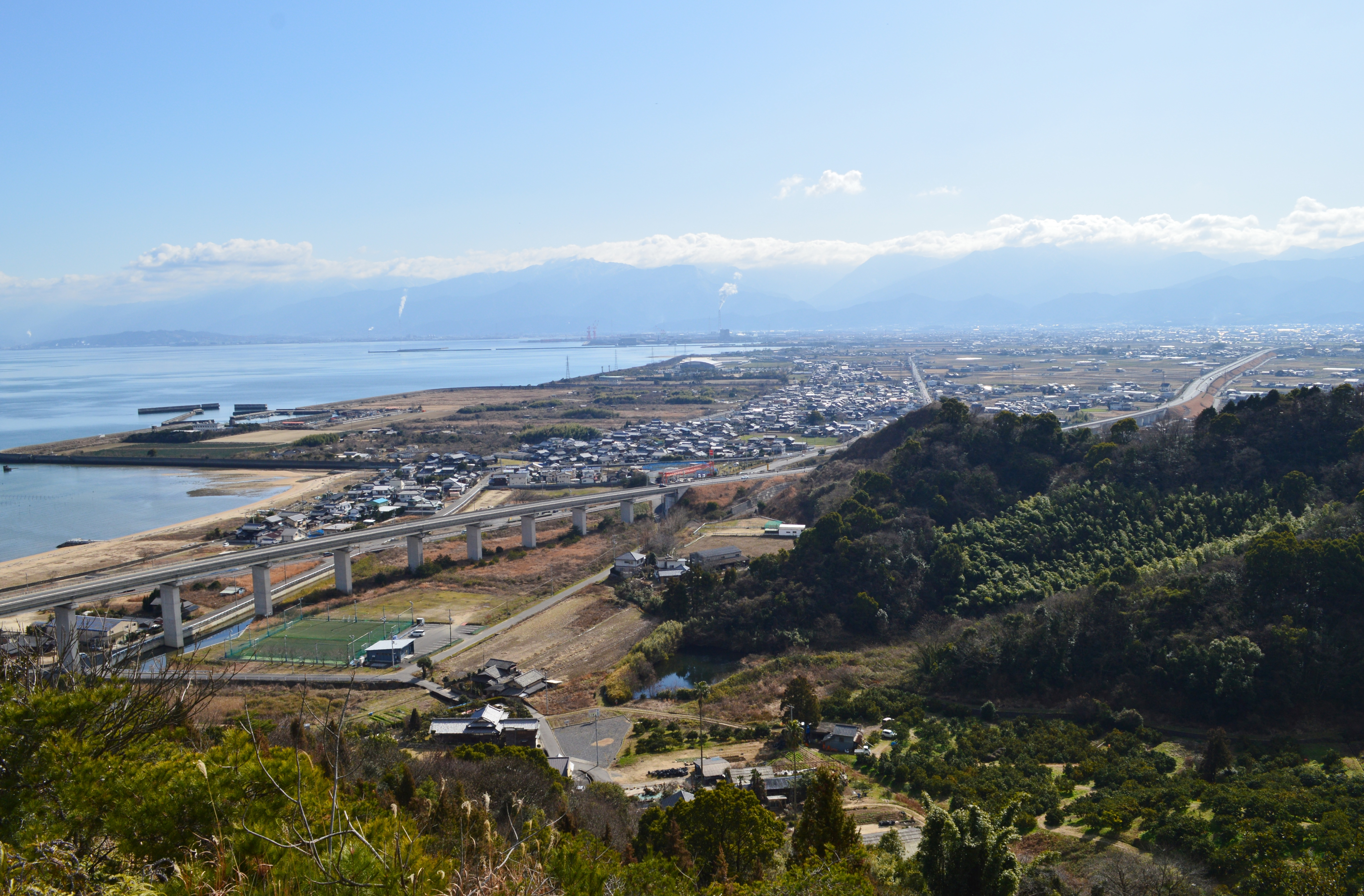
西條市付近
（自永納山瞭望）

- 車道數：4車道（暫定2車線。設有超車車道）
- 設計速度：100km/h（限制速度70km/h）

### 構成道路

#### 今治道路
- 起點：愛媛縣今治市矢田
- 終點：愛媛縣今治市長澤

今治道路（今治道路／いまばりどうろ）是從愛媛縣今治市矢田（今治交流道）至愛媛縣今治市長澤（今治湯之浦交流道），總長10.3公里。
目前建設中。

#### 今治小松道路
- 起點：愛媛縣今治市長澤
- 終點：愛媛縣西条市小松町妙口

今治小松道路（今治小松道路／いまばりこまつどうろ）是從愛媛縣今治市長澤（今治湯之浦交流道）至愛媛縣西条市小松町妙口（伊予小松系統交流道），總長13.0公里的道路。

## 交流道
- 全線都位於愛媛縣內。
- 交流道（IC）編號欄的背景色為■顯示該部分道路已經啟用，設施名稱欄的背景色為■顯示該部分設施尚未啟用，未通車路段名稱皆為臨時名稱。
- ETC專用交流道以背景色■顯示。
- 各設施的位置的上行線與下行線相距較大。
- 巴士站（BS），○/●為使用中，◆為停用中設施。無標示者為未設置巴士站。
- （數字）為其他路線的編號。<數字>為預定編號。
- IC為交流道的簡寫，JCT為系統交流道的簡寫，SA為服務區的簡寫，PA為停車區（日语：パーキングエリア）的簡寫，TB為公路收費站的簡寫，BS為巴士站的簡寫。
- 今治交流道 - 今治湯之浦交流道：國道196號今治道路
- 今治湯之浦交流道 - 伊予小松系統交流道：國道196號今治小松道路

目前通車路段的里程碑為自今治湯之浦交流道之距離+700。
| E76 西瀨戶自動車道尾道方向直通（預定） |                |  |  |                                                          |      |      |  |                               |        |
| 13                                     | 今治IC         |  |  | 國道196號今治繞道                                        | 0.0  | 23.3 |  | 興建中                        | 今治市 |
| -                                      | 今治TB         |  |  |                                                          |      |      |  | 興建中                        | 今治市 |
| -                                      | 今治朝倉IC     |  |  | 愛媛縣道155號今治丹原線                                  | 4.7  | 18.6 |  | 預定2026年度開通              | 今治市 |
| 1                                      | 今治湯之浦IC   |  |  | 國道196號今治繞道                                        | 10.3 | 13.0 |  | 松山方向出入口                | 今治市 |
| 2                                      | 東予丹原IC     |  |  | 愛媛縣道48號壬生川丹原線 愛媛縣道144號南川壬生川停車場線 | 19.3 | 4.0  |  |                               | 西條市 |
| 3                                      | 伊予小松北IC   |  |  | 國道11號小松繞道                                         | 22.3 | 1.0  |  | 今治方向出入口                | 西條市 |
| 11                                     | 伊予小松IC/JCT |  |  | E11 松山自動車道                                         | 23.3 | 0.0  |  | 伊予小松IC為 松山道方向出入口 | 西條市 |

## 歷史
- 1989年度：今治小松道路 事業化。
- 1991年度：都市計畫決定。
- 1992年度：今治小松道路 用地徵收及工程開工。
- 1999年7月31日：今治小松道路 東予丹原交流道 - 伊予小松系統交流道（總長4公里）通車。（伊予小松北交流道尚未完成）
- 2001年度：今治道路 事業化。
- 2001年7月9日：今治小松道路 今治湯之浦交流道 - 東予丹原交流道（總長9公里）通車。伊予小松北交流道通車。
- 2003年度：今治道路 用地徵收。
- 2012年度：今治道路 工程開工。

### 未來時程
- 未定 今治湯之浦交流道 - 今治交流道（總長10.3公里）預定啟用（自此全線通車，可與西瀨戶自動車道和松山自動車道連接）

## 路線狀況

### 道路管理者
- 西日本高速公路四國支社
  - 今治湯之浦交流道 - 伊予小松交流道、系統交流道 - 松山管理事務所

### 交通量
24小時交通量（台）　道路交通調查
| 區間                                          | 平成17（2005）年度 | 平成22（2010）年度 | 平成27（2015）年度 |
| --------------------------------------------- | ------------------ | ------------------ | ------------------ |
| 今治湯之浦交流道 - 東予丹原交流道             | 3,887              | 4,786              | 4,481              |
| 東予丹原交流道 - 伊予小松北交流道             | 4,881              | 5,959              | 5,736              |
| 伊予小松北交流道 - 伊予小松交流道、系統交流道 | 4,724              | 5,793              | 5,595              |

（來源：「平成22年度道路交通調查（页面存档备份，存于）」・「平成27年度全國道路・街路交通情勢調査（页面存档备份，存于）」（自國土交通省網頁摘取資料作成）

## 地理

### 通過自治體
- 愛媛縣
  - 今治市 - 西條市

### 連接高速公路
- E11 松山自動車道 （於伊予小松交流道、系統交流道連接）
- E76 西瀨戶自動車道 （於今治交流道直接連結：事業中）

## 相關項目
- 高規格幹線道路
  - 國土交通大臣指定高規格幹線道路（一般國道快速道路）
- 日本高速公路列表
- 四國地方道路列表

## 外部連結
- 西日本高速公路株式會社（页面存档备份，存于）
- 国土交通省 四國地方整備局 松山河川國道事務所（页面存档备份，存于）
- 今治市官方網站 今治小松自動車道（页面存档备份，存于）
- 松山河川国國道事務所 今治道路（页面存档备份，存于）